# 鰍鮀
鰍鮀（学名：Gobiobotia pappenheimi）为輻鰭魚綱鯉形目鲤科的其中一種，分布於中國長江及阿穆爾河流域，體長可達6.3公分。

## 扩展阅读
維基物種上的相關：鰍鮀